# دانيال دومينغو هرنانديز
دانيال دومينغو هرنانديز (بالإسبانية: Daniel Aníbal Hernández)‏ (5 فبراير 1970 في الأرجنتين - ) هو لاعب كرة قدم أرجنتيني في مركز الوسط. لعب مع أتليتيكو توكومان وإنديبندينتي وغودوي كروز ونادي بوليفار وتاليريس كوردوبا ونادي كوكيمبو أونيدو وكلوب ديسترويرس وJuventud Antoniana ‏.

## وصلات خارجية
- دانيال دومينغو هرنانديز على موقع قاعدة بيانات كرة القدم.إي يو (الإنجليزية)
- دانيال دومينغو هرنانديز على موقع أوليمبيديا (الإنجليزية)